# Ecurie Filipinetti
Ecurie Filipinetti, eller Scuderia Filipinetti, var ett privat schweiziskt racingstall som drevs av Georges Filipinetti mellan 1962 och 1973.
Scuderia Filipinetti körde främst sportvagnsracing och då oftast med Ferrari-bilar, men man ställde även upp i några formel 1-lopp. Stallet grundades för att stödja racerföraren Jo Siffert. Andra förare som kört för Scuderia Filipinetti inkluderar Joakim Bonnier, Ronnie Peterson, Jim Clark och Phil Hill.

## F1-säsonger

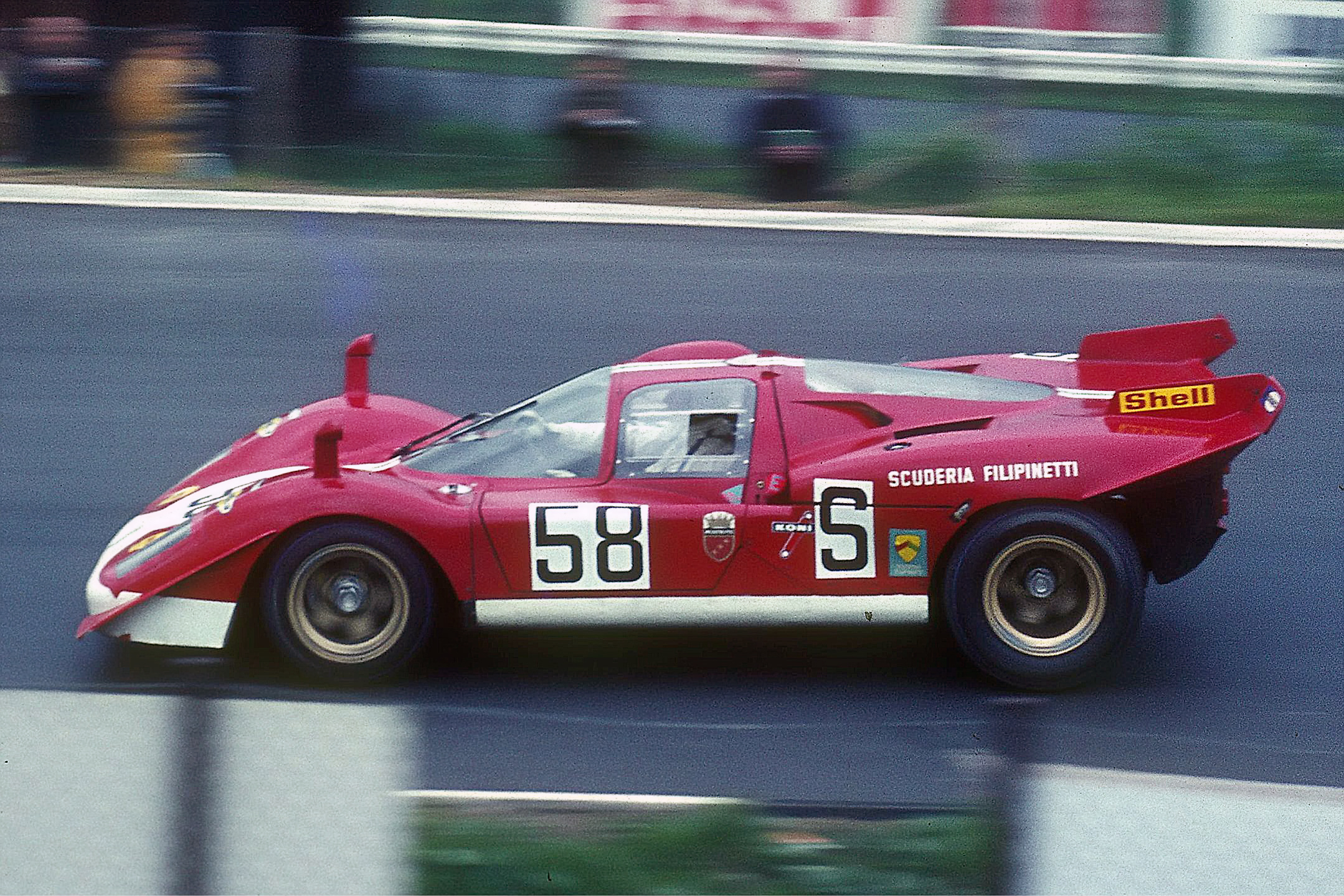
Mike Parkes i Filipinettis Ferrari 512 vid Nürburgring 1000 km 1970.

| Säsong | Tävlingsnamn       | Bil                           | Motor                                   | Poäng | Förare 1   | Övriga förare               |
| ------ | ------------------ | ----------------------------- | --------------------------------------- | ----- | ---------- | --------------------------- |
| 1962   | Ecurie Filipinetti | Lotus 21 Lotus 24 Porsche 718 | Climax 1.5 L4 BRM 1.5 V8 Porsche 1.5 B4 | 0     | Jo Siffert | Heinz Schiller Heini Walter |
| 1963   | Ecurie Filipinetti | Lotus 24                      | BRM 1.5 V8                              | 0     | Phil Hill  |                             |